# Тутова, Гульшат Абсаттаровна
Гульшат Абсаттаровна Тутова (род. 4 апреля 1972) — актриса театра и кино, лауреат театрального фестиваля новых постановок «Театральная весна — 2007», «Театральная весна — 2011»,
Кавалер ордена  "Курмет"

## Биография
Родилась в 1972 году в городе Шардара Южно-Казахстанской области. В 1993 году окончила Казахский государственный институт театра и кино им. Т. Жургенова в классе Народного артиста Республики Казахстан Тунгышбая Ал-Тарази по специальности актриса «Театр и кино». В 1993 году была принята в труппу Казахского государственного академического драматического театра имени М. Ауэзова.

## Основные роли на сцене
Казахский государственный академический театр драмы имени М. О. Ауэзова
А. Сулейменов «Месть» (реж. А. Рахимов) — женщина,
Д. Исабеков «Сестра» (реж. Б. Омаров) — Соседка,
Д. Амантай «Здравствуй, коричневое горе» (реж. К. Сугирбеков) — Айгерим,
А.Акпанбетович «Дуние-думан» (реж. К.Сугирбеков) — Бибиш,
К. Искак, Шахимарден «Казахи» (режиссёр Т. ат-Тарази) — Шолпан,
Р. Муканова «Образ вечного ребёнка» (реж. Б. Атабаев) — Кулай,
К. Искак «Жан Кимак» (режиссёр Б. Атабаев) — Багдад,
Т. Нурмаганбетов «Прощание со старым домом» (реж. Э. Обаев) — Зира,
У. Боранбаев «Ангудик» (реж. О. Кенебаев) — Зина,
Б.Мукай «Sergelden bolgan seriler» (режиссёр О.Кенебаев) — Айжан,
А.Амзеулы «Черная старушка» (режиссёры Э.Обаев, Т.Аралбай) — Женгей,
Н. Келимбетов «Не хочу терять надежду» (реж. Э. Обаев) — Карлыгаш,
С. Асылбекович «Осенний романс» (реж. А. Рахимов) — Назгуль,
М. Омарова «Вкус хлеба» (реж. А. Какишева) — Агира,
Г.Мусрепов «Кыз Жибек» (реж. Э. Нурсултан) — Камка,
К. Ашир «Каин — сын Адама» (реж. К. Ашир) — Цеда,
К. Гоцци «Принцесса Турандот» (режиссёр Т. ат-Тарази) — Адельма,
Б. Брехт «Свадьба кролика» (реж. Б. Атабаев) — Сестра,
А. Чехов «Чайка» (реж. Б. Атабаев) — Маша,
Т. Мурод «Ночь слез» (режиссёр О. Салимов) — Уважаемый,
В. Смехов «Али-Баба и сорок разбойников» (реж. Т. Аралбай) — Зейнаб,
Э. Уахитов «Боги» (реж. А. Рахимов) — Милосердие,
К. Мухамеджанов, Ш. Айтматов «Встреча в Коктобе» (режиссёр О. Кенебаев) — Анар,
Г. Есима «Тансулу» (режиссёр А. Какишева) — Бегим и др.

## Кинороли
«Біржан сал», «Сүйінші», «Әкем екеуміз», «Несиеге махаббат», «Жетімдер», «Мәңгі өмір сүргің келсе», «Астанаға көктем кеш келеді», «Үмітіңді үзбе», «Тұрар Рысқұлов», «47 баланың анасы» ,"Аманат", «Өз үйім», «Шашу» ,«Бір кем дүние» и др.